# Кастель-Сан-Лоренцо
Кастель-Сан-Лоренцо (італ. Castel San Lorenzo) — муніципалітет в Італії, у регіоні Кампанія, провінція Салерно.
Кастель-Сан-Лоренцо розташований на відстані близько 290 км на південний схід від Рима, 95 км на південний схід від Неаполя, 50 км на південний схід від Салерно.
Населення — 2515 осіб (2014).
Щорічний фестиваль відбувається 24 червня. Покровитель — святий Іван Хреститель.

## Демографія
Населення за роками:

Станом на 1 січня 2023 року в муніципалітеті офіційно проживали 83 іноземці з 11 країн, серед них 68 громадян країн Євросоюзу та 3 громадяни України.

## Сусідні муніципалітети
- Акуара
- Фелітто
- Роккадаспіде